# Coppa WSE 2021-2022
La Coppa WSE 2021-2022 è stata la 42ª edizione (la 4ª con la denominazione attuale) dell'omonima competizione europea di hockey su pista riservata alle squadre di club. Il torneo ha avuto inizio il 23 ottobre 2021 e si è concluso il 24 aprile 2022.
Il titolo è stato conquistato dagli spagnoli del Calafell per la prima volta nella loro storia sconfiggendo in finale gli italiani del Follonica.
Il Calafell, in qualità di squadra vincitrice, e il Follonica, come finalista del torneo, hanno ottenuto anche il diritto di partecipare alla Coppa Continentale 2022-2023.

## Squadre partecipanti
| Nazione    | Club            | Città                    | Qualificazione                                        |
| ---------- | --------------- | ------------------------ | ----------------------------------------------------- |
| Francia    | Noisy-le-Grand  | Senna-Saint-Denis        | 5º in Nationale 1 2020-2021                           |
| Francia    | Poiré Roller    | Le Poiré-sur-Vie         | 2º in Nationale 1 2020-2021                           |
| Francia    | Quévert         | Quévert                  | 4º in Nationale 1 2020-2021                           |
| Italia     | Follonica       | Follonica                | 5º in Serie A1 2020-2021, semifinali dei play-off     |
| Italia     | Valdagno        | Valdagno                 | 7º in Serie A1 2020-2021, primo turno dei play-off    |
| Portogallo | Juventude Viana | Viana do Castelo         | 8º in 1ª Divisão 2020-2021, quarti di finale play-off |
| Portogallo | Sanjoanense     | São João da Madeira      | 9º in 1ª Divisão 2020-2021                            |
| Spagna     | Calafell        | Calafell                 | 8º in OK Liga 2020-2021                               |
| Spagna     | Lleida          | Lleida                   | 5º in OK Liga 2020-2021                               |
| Spagna     | Igualada        | Igualada                 | 9º in OK Liga 2020-2021                               |
| Spagna     | Voltregà        | Sant Hipòlit de Voltregà | 7º in OK Liga 2020-2021                               |
| Svizzera   | Ginevra         | Ginevra                  |                                                       |

## Risultati

### Fase a gironi

#### Girone A
| Squadra        | Pt | G | V | N | P | GF | GS | DG  |
| -------------- | -- | - | - | - | - | -- | -- | --- |
| Lleida         | 9  | 4 | 3 | 0 | 1 | 24 | 11 | +13 |
| Noisy-le-Grand | 4  | 4 | 1 | 1 | 2 | 15 | 21 | -6  |
| Poiré Roller   | 4  | 4 | 1 | 1 | 2 | 15 | 22 | -7  |

| Le Poiré-sur-Vie 23 ottobre 2021 1ª giornata | Poiré Roller | 5 – 4 | Lleida | Salle de la Montparière |

| Lleida 11 dicembre 2021 2ª giornata | Lleida | 8 – 3 | Noisy-le-Grand | Pavellò Onze de Setembre |

| Senna-Saint-Denis 5 febbraio 2022 3ª giornata | Noisy-le-Grand | 7 – 7 | Poiré Roller | Gymnase des Yvris |

| Lleida 29 gennaio 2022 4ª giornata | Lleida | 8 – 1 | Poiré Roller | Pavellò Onze de Setembre |

| Senna-Saint-Denis 12 febbraio 2022 5ª giornata | Noisy-le-Grand | 2 – 4 | Lleida | Gymnase des Yvris |

| Le Poiré-sur-Vie 5 marzo 2022 6ª giornata | Poiré Roller | 2 – 3 | Noisy-le-Grand | Salle de la Montparière |

#### Girone B
| Squadra         | Pt | G | V | N | P | GF | GS | DG |
| --------------- | -- | - | - | - | - | -- | -- | -- |
| Valdagno        | 9  | 4 | 3 | 0 | 1 | 15 | 9  | +6 |
| Juventude Viana | 7  | 4 | 2 | 1 | 1 | 13 | 12 | +1 |
| Igualada        | 1  | 4 | 0 | 1 | 3 | 8  | 15 | -7 |

| Igualada 23 ottobre 2021 1ª giornata | Igualada | 2 – 3 | Valdagno | Poliesportiu Les Comes |

| Valdagno 11 dicembre 2021 2ª giornata | Valdagno | 6 – 2 | Juventude Viana | Palalido |

| Viana do Castelo 5 febbraio 2022 3ª giornata | Juventude Viana | 6 – 2 | Igualada | Pavilhão Municipal José Natário |

| Valdagno 29 gennaio 2022 4ª giornata | Valdagno | 4 – 2 | Igualada | Palalido |

| Viana do Castelo 12 febbraio 2022 5ª giornata | Juventude Viana | 3 – 2 | Valdagno | Pavilhão Municipal José Natário |

| Igualada 5 marzo 2022 6ª giornata | Igualada | 2 – 2 | Juventude Viana | Poliesportiu Les Comes |

#### Girone C
| Squadra     | Pt | G | V | N | P | GF | GS | DG |
| ----------- | -- | - | - | - | - | -- | -- | -- |
| Calafell    | 9  | 4 | 3 | 0 | 1 | 19 | 10 | +9 |
| Voltregà    | 4  | 4 | 1 | 1 | 2 | 15 | 16 | -1 |
| Sanjoanense | 4  | 4 | 1 | 1 | 2 | 14 | 22 | -8 |

| São João da Madeira 23 ottobre 2021 1ª giornata | Sanjoanense | 5 – 5 | Voltregà | Pavilhão dos Desportos |

| Sant Hipòlit de Voltregà 11 dicembre 2021 2ª giornata | Voltregà | 2 – 3 | Calafell | Pavelló Victorià de la Riba |

| Calafell 5 febbraio 2022 3ª giornata | Calafell | 7 – 1 | Sanjoanense | Poliesportiu Municipal |

| Sant Hipòlit de Voltregà 29 gennaio 2022 4ª giornata | Voltregà | 8 – 1 | Sanjoanense | Pavelló Victorià de la Riba |

| Calafell 12 febbraio 2022 5ª giornata | Calafell | 7 – 0 | Voltregà | Poliesportiu Municipal |

| São João da Madeira 5 marzo 2022 6ª giornata | Sanjoanense | 7 – 2 | Calafell | Pavilhão dos Desportos |

#### Girone D
| Squadra   | Pt | G | V | N | P | GF | GS | DG  |
| --------- | -- | - | - | - | - | -- | -- | --- |
| Follonica | 9  | 4 | 3 | 0 | 1 | 20 | 6  | +14 |
| Quévert   | 9  | 4 | 3 | 0 | 1 | 14 | 10 | +4  |
| Ginevra   | 0  | 4 | 0 | 0 | 4 | 6  | 24 | -18 |

| Dinan 23 ottobre 2021 1ª giornata | Quévert | 6 – 1 | Ginevra | Salle Némée de Dinan |

| Follonica 12 marzo 2022 2ª giornata | Follonica | 6 – 0 | Ginevra | Pista Armeni |

| Dinan 5 febbraio 2022 3ª giornata | Quévert | 3 – 0 | Follonica | Salle Némée de Dinan |

| Ginevra 29 gennaio 2022 4ª giornata | Ginevra | 3 – 4 | Quévert | Centre sportif de la queue d'Arve |

| Ginevra 12 febbraio 2022 5ª giornata | Ginevra | 2 – 8 | Follonica | Centre sportif de la queue d'Arve |

| Follonica 5 marzo 2022 6ª giornata | Follonica | 6 – 1 | Quévert | Pista Armeni |

### Quarti di finale
| Squadra 1       | Totale | Squadra 2 | Andata | Ritorno |
| --------------- | ------ | --------- | ------ | ------- |
| Quévert         | 2 - 9  | Lleida    | 1 - 4  | 1 - 5   |
| Voltregà        | 3 - 5  | Valdagno  | 2 - 2  | 1 - 3   |
| Juventude Viana | 4 - 8  | Calafell  | 3 - 6  | 1 - 2   |
| Noisy-le-Grand  | 6 - 10 | Follonica | 3 - 4  | 3 - 6   |

### Final Four
La Final Four della manifestazione si è disputata dal 23 al 24 aprile 2022.
|  | Semifinali | Semifinali | Semifinali |           |          | Finale   | Finale | Finale |  |
|  |            |            |            |           |          |          |        |        |  |
|  | Lleida     | Lleida     | 2          |           |          |          |        |        |  |
|  | Lleida     | Lleida     | 2          |           |          |          |        |        |  |
|  | Calafell   | Calafell   | 3          |           |          |          |        |        |  |
|  | Calafell   | Calafell   | 3          |           | Calafell | Calafell | 6      |        |  |
|  |            |            |            |           | Calafell | Calafell | 6      |        |  |
|  |            |            | Follonica  | Follonica | 5        |          |        |        |  |
|  | Valdagno   | Valdagno   | Follonica  | Follonica | 5        | 2        |        |        |  |
|  | Valdagno   | Valdagno   |            |           |          |          |        |        |  |
|  | Follonica  | Follonica  | 3          |           |          |          |        |        |  |